# Tim Holt
Pour les articles homonymes, voir Holt.

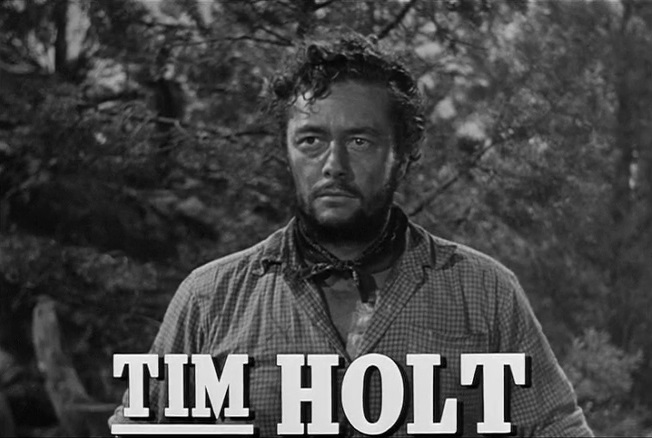
Tim Holt dans Le Trésor de la Sierra Madre (1948)

Tim Holt (Beverly Hills, 5 février 1919 – Shawnee, Oklahoma 15 février 1973), est un acteur américain.

## Biographie
De son vrai nom Charles John Holt III, il fait quasiment ses débuts en 1928 (après un premier petit rôle non crédité en 1927), à l'âge de neuf ans, dans The Vanishing Pioneer, aux côtés de son père Jack Holt. Il a notamment tourné avec Orson Welles, jouant le rôle de George Minafer dans La Splendeur des Amberson et avec John Huston, dans Le Trésor de la Sierra Madre. Il est mort d'un cancer en 1973.
Il est le frère de l'actrice Jennifer Holt.

## Filmographie partielle
- 1928 : The Vanishing Pioneer (en) de John Waters
- 1937 : Stella Dallas de King Vidor
- 1938 : La Bataille de l'or (Gold Is Where You Find It) de Michael Curtiz
- 1938 : The Renegade Ranger de David Howard
- 1938 : Sons of the Legion (en) de James P. Hogan
- 1938 : The Law West of Tombstone (en) de Glenn Tryon
- 1939 : Un ange en tournée (5th Avenue Girl), de Gregory La Cava
- 1939 : La Chevauchée fantastique (Stagecoach) de John Ford
- 1939 : The Spirit of Culver (en) de Joseph Santley
- 1939 : The Rookie Cop (en) de David Howard
- 1939 : The Girl and the Gambler (en) de Lew Landers
- 1940 : Laddie de Jack Hively
- 1940 : Le Robinson suisse (Swiss Family Robinson)
- 1940 : La Grande Caravane (Wagon Train) de Edward Killy
- 1940 : The Fargo Kid (en) de Edward Killy
- 1941 : Back Street de Robert Stevenson
- 1941 : Along the Rio Grande (en) d'Edward Ludwig
- 1941 : Six-Gun Gold (en) de David Howard
- 1941 : Dude Cowboy (en) de David Howard
- 1942 : Robin des Bois cow-boy (Red River Robin Hood) de Lesley Selander
- 1942 : La Splendeur des Amberson (The Magnificent Ambersons) de Orson Welles
- 1942 : Pirates of the Prairie (en) d'Howard Bretherton
- 1943 : Les Enfants d'Hitler (Hitler's Children) d'Edward Dmytryk
- 1943 : Sagebrush Law (en) de Sam Nelson
- 1946 : La Poursuite infernale (My Darling Clementine) de John Ford
- 1947 : Le Pic de la mort (en) (Thunder Mountain) de Lew Landers
- 1948 : Le Trésor de la Sierra Madre (The Treasure of the Sierra Madre) de John Huston
- 1949 : Stagecoach Kid (en) de Lew Landers
- 1950 : Rio Grande Patrol (en) de Lesley Selander
- 1951 : Gunplay de Lesley Selander
- 1951 : Saddle Legion (en) de Lesley Selander
- 1951 : Fini de rire (His kind of woman) de John Farrow
- 1952 : Desert Passage (en) de Lesley Selander
- 1957 : The Monster That Challenged the World d'Arnold Laven
- 1963 : The Yesterday Machine (en) de Russ Marker
- 1971 : This Stuff'll Kill Ya! (en) de Herschell Gordon Lewis